# Million Wolde
Million Wolde (někdy také uváděn jako Millon Wolde; * 17. března 1979 Dire Jila) je bývalý etiopský atlet, běžec na dlouhé tratě, olympijský vítěz v běhu na 5 000 metrů z roku 2000.
Jeho nejoblíbenější disciplínou byl běh na 5000 metrů, kde dosáhl největších úspěchů. V roce 1998 vyhrál v Annecy na této trati juniorské mistrovství světa, vybojoval olympijské zlato v Sydney v roce 2000 a stříbrnou medaili na mistrovství světa v Edmontonu v roce 2001.

## Osobní rekordy
- běh na 3000 metrů – 7:32,36 (2000)
- běh na 5000 metrů – 12:59,39 (1998)